# Lucio Gutiérrez
Lucio Edwin Gutiérrez Borbúa (Quito, 23 de marzo de 1957) es un político, empresario, licenciado en Educación Física, ingeniero civil y exmilitar ecuatoriano. Fue presidente del Ecuador entre el 15 de enero de 2003 y el 20 de abril de 2005, fecha en la que fue destituido por el Congreso tras la crisis política que llevó a las protestas conocidas como la Rebelión de los forajidos. Fue asambleísta nacional, desde noviembre de 2023 hasta mayo de 2025.
Siendo Coronel del Ejército ecuatoriano, fue uno de los protagonistas del golpe de Estado de 2000, que derrocó a Jamil Mahuad. Uso su participación en el golpe para presentarse en las elecciones presidenciales de 2002, formando su propio partido político, el Partido Sociedad Patriótica. En dichos comicios, triunfó en primera vuelta y fue electo en el balotaje.
Si bien fue elegido bajo una plataforma política antisistema y de izquierdas, como una alternativa a los partidos tradicionales, una vez en el poder, Gutiérrez tomó un giro hacia la derecha, estableciendo un gobierno neoliberal. Su popularidad cayó en picada, por lo que trató de conseguir apoyo político mediante un pacto con el expresidente Abdalá Bucaram, mediante el cual se anulaban los juicios en su contra. Aquella decisión desató la indignación popular, provocando masivas manifestaciones en el país, principalmente en Quito. En medio de tal situación, el Congreso lo destituyó en abril de 2005, citando «abandono del cargo», luego de que Gutiérrez cesara a la Corte Suprema de Justicia, ya que la medida fue calificada como una interferencia en otros poderes del Estado.
Tras dejar el poder, ha intentado infructuosamente volver a la presidencia, siendo candidato en las elecciones presidenciales de 2009, 2013 y 2021. En la actualidad, se dedica a actividades empresariales. En 2017, participó en los comicios legislativos, sin ser elegido; no obstante, finalmente consiguió ser electo en las elecciones legislativas de 2023, obteniendo el último escaño de asambleísta nacional, con apenas el 3,13 % de votos.

## Biografía
Nació en la ciudad de Quito el 23 de marzo de 1957, hijo de Jorge Lucio Gutiérrez Rueda, agricultor y comerciante y Mery Fanny Borbúa Bohórquez, enfermera fallecida en 1986. Pocos días después de su nacimiento fue llevado por sus padres a Tena, donde estudió la primaria en la Escuela Santo Domingo Savio y la secundaria hasta tercer curso en el Colegio Fiscomisional San José. A los 15 años ingresó a cuarto curso en el Colegio Militar Eloy Alfaro de Quito. Continuó sus estudios en la Escuela Superior Militar Eloy Alfaro (ESMIL) obteniendo el primer lugar entre 140 subtenientes graduados el 26 de febrero de 1977.
En 1979 ocupa el primer lugar en la Escuela de Educación Física del Ejército Ecuatoriano, mérito que le hizo acreedor a una beca para continuar sus estudios en Río de Janeiro en la Escuela de Educación Física del Ejército del Brasil lugar, donde se convierte en el único extranjero graduado en primer lugar como Licenciado en Educación Física del Brasil.
Regresa al Ecuador y es designado a la Brigada de Fuerzas Especiales del Ejército donde realiza los cursos de paracaidismo y comandos obteniendo el primer puesto.
Posteriormente fue designado como profesor e instructor de educación física de la Escuela Superior Militar Eloy Alfaro Quito.
Como entrenador del equipo de Pentatlón Militar quedó campeón en las competencias entre Escuelas Militares y Policía Nacional razón por la que es designado entrenador de la Selección Ecuatoriana de Pentatlón Militar; equipo con el que por primera ocasión Ecuador quedó Campeón Sud-americano de cadetes en Pentatlón Militar en el año 1981, batiendo todos los récords vigentes a la época.
En el año 1982 ingresó a la Escuela Politécnica del Ejército - ESPE en Quito, en la que obtuvo el título de ingeniero civil siendo el mejor graduado de toda la ESPE por lo que el presidente de la República de esa época el doctor Rodrigo Borja le condecoro.
También es Licenciado en Administración y Ciencias Militares y Licenciado en Educación Física, títulos obtenidos en Escuela Politécnica del Ejército.
En 1989 contrajo matrimonio con Ximena Bohórquez a quien conocía desde la niñez por tener un parentesco lejano y con quién ha tenido dos hijas, Karina y Viviana Gutiérrez Bohórquez.

## Carrera militar
De acuerdo a lo establecido por los reglamentos castrenses fue enviado a diferentes destinos, hasta que en 1996 fue designado edecán del Presidente Abdalá Bucaram, decidiendo desconocer las órdenes de Bucaram de defender el Palacio de Carondelet en los días previos a su destitución. A los pocos días también fue designado edecán del presidente constitucional interino Fabián Alarcón. Llegó al grado de Coronel de Estado Mayor en el Ejército ecuatoriano. A principios de 1999 fue enviado como Jefe del grupo de caballería General Dávalos a Cuenca, cargo que aprovechó para presentar escritos al presidente Jamil Mahuad y a su ministro de defensa solicitándole un cambio económico y una mejora de las condiciones de las familias ecuatorianas, indicando que las Fuerzas Armadas deben estar del lado del pueblo, obteniendo el apoyo de militares de mando medio.
En marzo de 1999, el país entró en crisis económica obligando a que el presidente Jamil Mahuad decretara el congelamiento de los depósitos bancarios y el incremento del precio de la gasolina en casi un 150 %. Ante esto, el coronel Gutiérrez, al mando de un grupo de oficiales menores y algunos miembros de tropa, propició un levantamiento indígena que se tomó Quito el 21 de enero de 2000 provocando la caída de Mahuad.

### Rebelión del 21 de enero
El 21 de enero de 2000, Lucio Gutiérrez participó en una rebelión indígena y de militares de bajo rango que derrocó al presidente constitucional Jamil Mahuad, y junto a Antonio Vargas, el entonces presidente de la Conaie y Carlos Solórzano Constantine, expresidente de la Corte Suprema de Justicia, formaron un triunvirato que no fue aceptado internacionalmente ni tuvo apoyo local. Al momento de posesionarse ese triunvirato, el general Carlos Mendoza comandante general del Ejército, tomó el lugar de Gutiérrez, quién al momento tenía rango de coronel. El orden constitucional fue restablecido por las Fuerzas Armadas y el vicepresidente, Gustavo Noboa Bejarano, fue juramentado como presidente de la República del Ecuador.
Lucio Gutiérrez fue entonces arrestado por golpista y confinado en el Fuerte Militar Atahualpa, donde permaneció durante 120 días hasta que el Congreso le otorgó la amnistía. Una vez libre empezó a trabajar en la conformación de un movimiento político al que bautizó precisamente con el nombre de Partido Sociedad Patriótica 21 de Enero, conformado en gran parte por sus excompañeros militares que participaron en el derrocamiento de Mahuad. Dos años más tarde, presentó su candidatura presidencial a las elecciones presidenciales del 2002 que lo llevaría a triunfar en las dos vueltas electorales realizadas el 20 de octubre y el 24 de noviembre de 2002, venciendo a candidatos que -como el Dr. Rodrigo Borja Cevallos, el Dr. Osvaldo Hurtado Larrea y el Ab. León Roldós Aguilera- habían desempeñado con anterioridad la Presidencia y la Vicepresidencia de la República, además de su contrincante en la segunda vuelta, Álvaro Noboa.

## Presidencia de Ecuador (2003-2005)
Gustavo Noboa convocó a elecciones presidenciales para el año 2002, para la cual se habían presentado varias figuras políticas como candidatos. Entre los aspirantes se encontraba Álvaro Noboa y Gutiérrez, quien había formado parte de la "Junta de Salvación Nacional" pero ahora como candidato presidencial por el Partido Sociedad Patriótica 21 de Enero, en alianza con el movimiento Pachakutik y con el apoyo del MPD, siendo elegido Presidente de la República en la segunda vuelta electoral, que se desarrolló el 24 de noviembre de 2002.

### Políticas públicas
Apenas electo, Lucio Gutiérrez, anunció un gobierno pluralista y de concertación nacional, con inclusión de representantes de los movimientos sociales. Dijo que enviaría al Congreso proyectos de ley para despolitizar los tribunales de justicia, crear la cuarta función del Estado para control y rendición de cuentas, además de modernizar el aparato burocrático. Gutiérrez estructuró un gabinete diverso pero contradictorio: el frente económico y el frente político se encontraban en manos de los sectores tradicionales de la derecha. Por otro lado, entregó 4 ministerios a Pachakutik, entre los que destacaban los de Relaciones Exteriores y Agricultura, cuyos ministros eran personalidades de la intelectualidad indígena. Este gabinete tan diverso, no tuvo una mano conductora que le diera coherencia, cada ministro trabajaba casi en aislamiento, las reuniones de Gabinete eran escasas, poco productivas, sin embargo, jamás se plantearon rectificaciones. Pronto las discrepancias políticas con quienes lo habían ayudado a acceder al poder también se hicieron latentes y los movimientos indígenas, empezaron a presionar al mandatario hasta que el acuerdo se rompió. Gutiérrez luego de este quiebre de frecuencia realizaba cambios en su gabinete, designando como ministros a personajes políticos conocidos de partidos políticos tradicionales.
Pero a los pocos meses de gobierno, sus aliados de izquierda observaron un cambio inesperado: el presidente visita los Estados Unidos y declara públicamente ser su mejor amigo. Además altera las funciones y poderes del Estado para evitar oposición parlamentaria y hace un pacto con la derecha ecuatoriana representada por el Partido Social Cristiano (PSC), ante la falta de apoyo en el Congreso Nacional. Luego de firmar una de las Cartas de Intención con el Fondo Monetario Internacional, a manos de su ministro de Economía, Mauricio Pozo Crespo, dicha carta pasó a convertirse en el programa de gobierno. El presidente pretendió plantear la Ley Trole III que incluiría reformas a los sectores petrolero, eléctrico y a la seguridad social, para facilitar la participación de capital privado y ampliar las posibilidades de colocar bonos, en el Instituto Ecuatoriano de Seguridad Social (IESS).
Ordenó un aumento en el precio de los combustibles, provocando el alza inmediata del costo de la canasta familiar y el rechazo de la ciudadanía a la política económica impuesta. Ante esta situación, el presidente levantó a su alrededor un cerco de allegados militares, nombrándolos Ministros de Estado, subsecretarios y presidentes de empresas estatales como Petroecuador, Pacifictel, Andinatel, Aduanas, etc. En el campo político, seis militares retirados fueron también nombrados para el cargo de Gobernador, en diferentes provincias, de igual manera, sus familiares cercanos, lejanos y relacionados pasaron de inmediato a convertirse en empleados públicos, siendo el caso emblemático el del cuñado del presidente, Napoleón Villa, quien fue nombrado director del Fondo de Solidaridad, cargo del que fue separado por el Tribunal Constitucional por nepotismo. La situación petrolera del país sufrió un grave revés a mediados del 2004 cuando el Estado ecuatoriano decidió la nulidad o rescisión del contrato con la multinacional petrolera norteamericana OXY. Tres años más tarde “el gobierno ecuatoriano decidió dar por perdido el pleito y alistarse a pagar el rubro sentenciado en julio del 2004 más los intereses… Las proyecciones iniciales dan cuenta de más de $ 153 millones…”.

### Escándalos de corrupción
A principios de octubre de 2003, Gutiérrez debió soportar un escándalo que sacudió las estructuras de las Fuerzas Armadas Ecuatorianas: El descubrimiento que -desde hacía varios años- de los cuarteles militares había desaparecido gran cantidad de armamento, y que este podría haber sido “negociado” con las FARC (Fuerzas Armadas Revolucionarias de Colombia). Ante la presión pública, varios sospechosos fueron detenidos para ser sometidos a la “Justicia Militar”, pero las autoridades respectivas se negaron a dar sus nombres. A los pocos días el presidente de Colombia, Álvaro Uribe, en declaraciones formuladas por televisión ante la prensa estremeció la opinión internacional declarando que “De manera corrupta algunos miembros del Ejército Ecuatoriano, contra su gobierno, contra su país, contra la democracia, contra el gran pueblo ecuatoriano, contra su constitución, le han vendido eso a los terroristas colombianos”. Las situación se arregló de forma diplomática meses después, habiendo antes roto relaciones diplomáticas los dos países.
Las denuncias de “irregularidades comprobadas” no cesaban: el ministro de Desarrollo Humano, Patricio Ortiz debió renunciar a su cargo envuelto en acusaciones que lo involucraban en un oscuro asunto relacionado con un sobreprecio o negociado, perpetrado en la adquisición de ciertos insumos destinados a socorrer a pobladores indígenas afectados por las erupciones del volcán Tungurahua. Al iniciarse el 2004 la situación social y política no había cambiado, y los indígenas, clamaban y proponía por todos los medios propiciar un nuevo levantamiento para “repetir el 21 de enero de 2000”; pero afortunadamente para el gobierno, si bien la situación económica de los ecuatorianos no había mejorado, tampoco se había deteriorado, y esto mantenía al pueblo relativamente tranquilo. Gutiérrez fue investigado por acusaciones de haber utilizado recursos públicos en apoyo del partido de gobierno y de sus candidatos durante las elecciones seccionales de Ecuador de 2004. Además muchos de sus ministros fueron investigados por corrupción, en particular en las carteras de Bienestar Social y Vivienda, teniendo que modificar su gabinete frecuentemente.
En ese ambiente de incertidumbre y amenazado por varios partidos políticos que le exigían su renuncia, visitó los cuarteles militares y policiales para ofrecer a sus miembros un considerable aumento económico, sin considerar que la deuda social era impagable y que el presupuesto para la salud y la educación no podía cubrir ni siquiera sus necesidades más elementales.
Buscando también el respaldo de sus simpatizantes, empresas como Pacifictel despidieron intempestivamente a más de un centenar de trabajadores, que posteriormente serían sustituidos por miembros del partido político del Gobierno. A principios de noviembre del 2004 y convertido en líder de la oposición, Febres-Cordero intentó iniciar un Juicio Político para destituirlo del cargo.

### Destitución de Magistrados de la Corte Nacional y la Pichi Corte
Gutiérrez acudió a una nueva estrategia en el 2004 para mantener estabilidad política, conformar una nueva coalición parlamentaria obteniendo el apoyo de los partidos populistas: para asegurar el respaldo del PRIAN, liderado por Álvaro Noboa, intentó una especie de chantaje contra el industrial guayaquileño, que quedó demostrado el martes 20 de enero de 2004, cuando Carlos Pólit, Secretario del Presidente, anunció que se “…iniciaría una investigación en contra de Noboa por supuestas denuncias en contra de él relacionadas con el precio de la harina, uno de los negocios de Álvaro Noboa”. Para respaldar dicha afirmación, al día siguiente, en Guayaquil, el presidente advirtió que “encarcelaría al monopolista de la harina”. El Presidente nombró como nuevo ministro de Gobierno a Jaime Damerval Martínez. Pocos días más tarde, una hábil maniobra política logró que varios diputados comprometidos con el juicio político cambiaran su decisión. Las nuevas propuestas políticas implementadas por Damerval no tardaron en producir fuerte conmoción dentro de los partidos de oposición, y antes de cumplir el primer mes en el Ministerio ya había logrado consolidar una mayoría gobiernista. Esta mayoría se logró básicamente gracias al apoyo del PRIAN y del PRE.
Durante la primera semana de diciembre, el presidente convocó a una sesión extraordinaria del Congreso con el fin de renovar la Corta Suprema de Justicia, por lo que el Congreso, a través de los votos de la mayoría parlamentaria gobiernista -contraviniendo explícitas disposiciones constitucionales- destituyó a los Magistrados de la Corte Suprema de Justicia, reemplazándolos con nuevos jueces identificados con los partidos políticos miembros de esa mayoría parlamentaria, incluyendo a dos recomendados directamente desde Panamá por el exiliado expresidente Abdalá Bucaram. Al finalizar el 2004 el presidente había logrado consolidarse en el Poder, sostenido por dos líderes cuestionados que habían exigido un altísimo precio por su respaldo, situación que fue confirmada por el diputado Mario Touma, quien en declaraciones hechas en la televisión -el 5 de enero de 2005- dijo que su partido, el PRE, respaldaría al presidente Gutiérrez siempre y cuando este cumpla con su ofrecimiento de permitir el retorno del expresidente Bucaram, expatriado voluntariamente en Panamá -desde su derrocamiento en 1997- para evadir la acción de la justicia ecuatoriana. Ese mismo día el diputado Omar Quintana Baquerizo, también del PRE, fue elegido presidente del Congreso Nacional.
El proceso de sustitución colocó a Guillermo Castro Dager como presidente de la Corte, abogado de amistad comprobada con el exmandatario Bucaram, cristalizando el denominado "Pacto de las Guayaberas" alcanzado en una visita de Gutiérrez al hotel de residencia del primero de estos en Panamá, quien tendría actuar en los dos juicios penales entablados en contra de Bucaram, acusado en ambos casos de abuso de fondos públicos durante su gobierno. La nueva Corte fue denominada como la "Pichi-Corte", refiriéndose al apodo del presidente de la Corte Castro Dager. Como consecuencia, la nueva corte anuló los juicios en contra de los expresidentes Abdalá Bucaram, Gustavo Noboa y el exvicepresidente Alberto Dahik, quienes incluso regresaron del exilio, lo que provocó fuertes protestas y movilizaciones por parte de la población. Ante esta situación de incertidumbre social, política y jurídica, los municipios de las principales ciudades, junto con los representantes de las Cámaras de la Producción, anunciaron que convocarían a manifestaciones públicas para rechazar las pretensiones dictatoriales del Presidente Gutiérrez.
La destitución de la Corte Suprema de Justicia fue llevada a la Comisión Interamericana de Derechos Humanos por la Clínica de Derechos Humanos de la Pontificia Universidad Católica del Ecuador y posteriormente por los profesores Ramiro Ávila Santamaría (quien sería años más tarde juez de la Corte Constitucional del Ecuador) y David Cordero Heredia. La Corte Interamericana de Derechos Humanos encontró al Ecuador culpable por la violación de los derechos de los exmagistrados y le ordenó indeminzar a las víctimas mediante una elevada indeminzación que sería muy criticada por el exjuez de la Corte Constitucional del Ecuador y de la Corte Interamericana de Derechos Humanos Hernan Salgado Pesantes.

### Acusaciones de autoritarismo y protestas
Para 2005, Gutiérrez insultaba a los periodistas, amenazaba a sus opositores y permitía actos vandálicos, tal cual lo denunció a la prensa el Crnel. Patricio Acosta, exministro de Bienestar Social, exsecretario de la Administración, quien además señaló que Gutiérrez, cuando era candidato a la Presidencia de la República, se había reunido y mantenido conversaciones con un representante de las Fuerzas Armadas Revolucionarias de Colombia. El gobierno intentó implementar una ley de comunicación, por medio de la cual podría ejercer control sobre los medios de radiofónicos y de telecomunicación. Luego de la destitución de los jueces y la instauración de la Pichi Corte, la oposición denunciaba a Gutiérrez como un dictador, ante lo cual el presidente se refirió a sí mismo como "dictócrata", provocando controversia y rechazo por parte de la oposición, medios de comunicación y ciudadanía.
El 26 de enero de 2005, una multitudinaria marcha organizada por el alcalde de Guayaquil, Ab. Jaime Nebot, expresó su rechazo al “dictócrata”. A principios de febrero el alcalde de Quito, Gral. Paco Moncayo, convocó a también una marcha cívica política y popular con el propósito de exigir al gobernante rectificaciones. El gobierno inició una intensa campaña publicitaria incitando al enfrentamiento entre ecuatorianos, al tiempo que organizaba, para el mismo día 16 de febrero, la respectiva contramarcha. Gutiérrez dispuso que la ciudad de Quito sea “sitiada” por las FF.AA. Pocos días después Cuenca se sumaría a Guayaquil y Quito.

### Rebelión de los Forajidos
Los ofrecimientos incumplidos, las contradicciones y el retorno de Abdalá Bucaram -que confirmaba el compromiso adquirido por el gobernante con el político expatriado- colmaron la paciencia de los ciudadanos, especialmente de Quito que, a partir de entonces y convertidos en “forajidos” que era como los había llamado el presidente-, empezaron a realizar una serie de manifestaciones espontáneas, sin la conducción de ningún líder político. El presidente Gutiérrez como respuesta convocaba frecuentemente a contra marchas de sus simpatizantes que terminaban en la Plaza de la Independencia.
Contando con el respaldo de las Fuerzas Armadas, en la noche del 15 de abril -por medio de Decreto Ejecutivo n.º 2752- Gutiérrez declaró el Estado de Emergencia Nacional, dispuso la cesación de todos los miembros de la Corte Suprema de Justicia, estableció como Zona de Seguridad a la ciudad de Quito, suspendió varios de los Derechos Civiles de los ecuatorianos, entre ellos la libertad de opinión y de expresión del pensamiento en todas sus formas, la inviolabilidad del domicilio, el derecho a transitar libremente por el territorio ecuatoriano y la libertad de reunión y asociación con fines pacíficos. Esta decisión provocó preocupación en los medios y la oposición, considerando que el presidente se había declarado dictador mediante el decreto. La Pichi Corte con esta decisión fue cesada, anulando todas sus decisiones, por lo que el expresidente Bucaram regresó a su exilio en Panamá y el gobierno perdió su mayoría parlamentaria. En varios medios se hablaba de la necesidad de derrocar a Gutiérrez para evitar una dictadura, por lo que dos días después fue anulada esta resolución, incrementándose las protestas y llamadas a la renuncia del presidente.

### Destitución
El 20 de abril, luego de un incremento de intensidad de las protestas ciudadanas en Quito, el alcalde Paco Moncayo ordenó cerrar las entradas a la capital, impidiendo el paso de los buses con simpatizantes del presidente Gutiérrez. En la mañana de ese día, las protestas se tomaron el edificio del Ministerio de Bienestar Social, el cual quedó destruido e incendiado. Los manifestantes declararon que habían delincuentes armados protegiendo al ministerio, los cuales fueron retenidos por los manifestantes y luego por la Policía. Las protestas se habían tornado violentas, con saqueos en la capital, teniendo que actuar el escuadrón anti motines de la Policía, además las Fuerzas Armadas barricaron al Palacio de Carondelet. Para el mediodía, los protestantes habían atravesado la barricada de las Fuerzas Armadas, ya que estas le habían retirado el apoyo al presidente Gutiérrez junto a la Comandancia de la Policía.

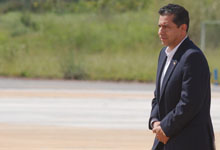
Lucio Gutiérrez llegando a la Base de la Fuerza Aérea de Brasilia, cuatro días después de su destitución.

Ante esto, Gutiérrez salió de Carondelet por los techos a bordo de un helicóptero ecuatoriano del Ejército. Un militar arrió la bandera del Palacio de Carondelet anunciando que ya no había gobierno. El Congreso Nacional, ante esta situación caótica, reunido en el Centro Internacional de Estudios Superiores de Comunicación para América Latina (CIESPAL), decidió la destitución de Lucio Gutiérrez, basados en una cláusula de la Constitución que permitía al Congreso remover al presidente del país por “abandono del cargo”, justificando su decisión en que, Gutiérrez, al haber ordenado el cese de funciones de los magistrados de la Función Judicial, había intervenido en otro poder del estado, por lo que había violado la Constitución y roto el orden constitucional, decisión que fue ratificada por la Procuraduría General del Estado. En su lugar, el vicepresidente Alfredo Palacio asume la presidencia constitucional por sucesión, siendo posesionado en la CIESPAL por la entonces vicepresidente del Congreso Nacional Cynthia Viteri en una sesión improvisada mientras continuaban las protestas en el exterior del edificio.

## Vida pospresidencial
Gutiérrez al ser destituido, fue directamente al aeropuerto Mariscal Sucre, donde lo esperaba un pequeño avión -también del Ejército- con los motores encendidos para facilitar su huida; pero el pueblo invadió la pista de aterrizaje e impidió que el avión pudiera despegar, por lo que debió abordar nuevamente el helicóptero para escapar una vez más de la ira popular. 
Momentos más tarde y gracias al asilo otorgado por el gobierno del Brasil, pudo refugiarse en dicha Embajada donde esperó del respectivo salvoconducto para poder abandonar el país. Finalmente y habiendo recibido el tan ansiado salvoconducto, a las 4 de la mañana del domingo 24 -oculto el rostro por un pasamontañas y disfrazado de policía- Gutiérrez abandonó la Embajada del Brasil a bordo de un vehículo policial que lo condujo al aeropuerto. Allí se embarcó en un helicóptero del ejército que lo trasladó a la ciudad de Latacunga, donde abordó un avión de la Fuerza Aérea Brasileña en el que abandonó el país.
A mediados de mayo renunció al asilo que había obtenido del Brasil y se trasladó a los EE. UU.; fue entonces que el 7 de junio “prometió volver al país para retomar el mando”. Estas declaraciones propiciaron una denuncia por parte del Gobierno ante la Fiscalía General del Estado, que concluyó 15 días más tarde cuando la Corte Superior de Justicia de Quito expidió la correspondiente orden de prisión en su contra.
Posteriormente se trasladó a Colombia donde solicitó un nuevo asilo político, pero el 13 de octubre -nueve días después de que le fuera concedido- al presentar en Bogotá su libro titulado “El Golpe” renunció al asilo generosamente concedido y amenazó que “al día siguiente” regresaría al Ecuador para recuperar el poder. Aterrizó en la ciudad de Manta donde fue detenido por miembros de la Policía Nacional para ser trasladado a Quito y conducido al penal García Moreno donde “fue recluido en un área de máxima seguridad donde purgan condenas narcotraficantes y ex banqueros”.
Posteriormente fue trasladado a la Cárcel 4 de Quito, donde permaneció recluido hasta el 3 de marzo del 2006, en que fue “absuelto” por el presidente de la Corte Superior de Quito. Ese mismo día -al quedar en libertad- anunció que presentaría su candidatura presidencial para las elecciones presidenciales que se celebrarían antes de finalizar dicho año, pero no pudo candidatearse ya que la Justicia le retiró sus derechos políticos por 2 años, siendo reemplazado por su hermano Gilmar Gutiérrez, quién obtuvo el tercer puesto.

### Candidaturas presidenciales

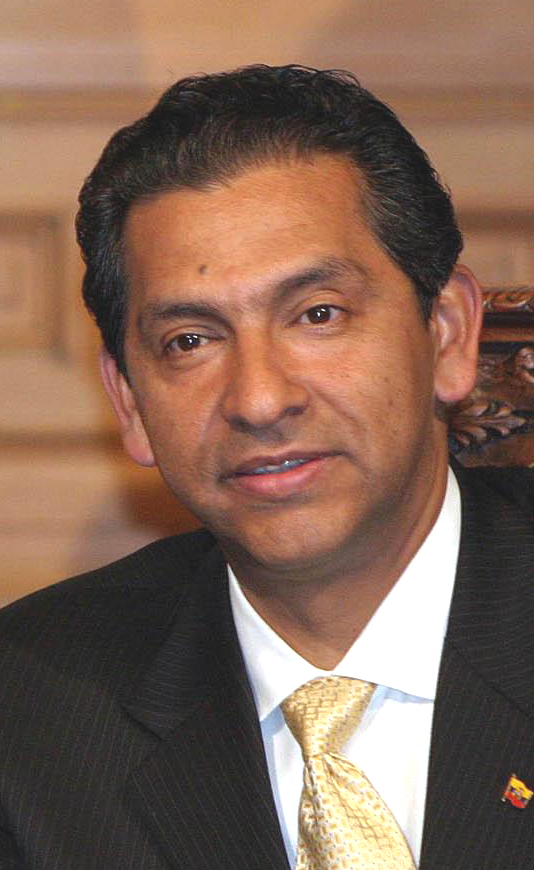
Gutiérrez en 2007.

Proclamó su candidatura para las elecciones de octubre de 2006, realizando su campaña política en todo el país, pero no pudo presentarse a la contienda electoral debido a que el Congreso Nacional le suspendió los derechos políticos por dos años, mediante una ley con efecto retroactivo. Gutiérrez luego participó en las elecciones presidenciales de 2009, donde quedó en segundo lugar con el 28 %. Se proclamó como jefe de la oposición durante el segundo período de Rafael Correa, siendo duramente criticado y acusado de golpista por el presidente por los eventos del 30 de septiembre del 2010.
Gutiérrez fue candidato presidencial en las elecciones del 2013 perdiendo nuevamente quedando en tercer lugar, continuando en política en la actualidad como opositor de Correa, enfocado en la reestructuración de su partido político.
En 2016 anunció su candidatura como asambleísta nacional para las elecciones legislativas del 2017, pero no resultó elegido. Nuevamente fue candidato presidencial en las elecciones de 2021, sin resultar elegido (1,8 % de los votos).

### Asambleísta
Se postuló como candidato a asambleísta nacional en las elecciones legislativas del 2023, por el Partido Sociedad Patriótica, obteniendo una curul.

## Condecoraciones y méritos
- (Gran Collar de la Orden Nacional de San Lorenzo, designada al Gran Maestre de la Orden de mayor rango en el Ecuador, presidida por el presidente de la República de turno.